# 合村乡
合村乡，中国浙江省西北部桐庐县下辖的一个乡。总面积为122.09平方公里，总人口为1万人，绝大部分为农业人口。

## 行政区划
现辖：
合村村、岭源村、后溪村、高凉亭村、三源村和瑶溪村。